# Ла-Плюм Тауншип (округ Лекаванна, Пенсільванія)
Ла-Плюм Тауншип (англ. La Plume Township) — селище (англ. township) в США, в окрузі Лекаванна штату Пенсільванія. Населення — 476 осіб (2020).

## Демографія
Згідно з переписом 2010 року, у селищі мешкали 602 особи в 254 домогосподарствах у складі 164 родин. Було 280 помешкань
Расовий склад населення:
| - 97,2 % — білих - 0,8 % — азіатів - 0,5 % — чорних або афроамериканців - 0,2 % — корінних американців |

До двох чи більше рас належало 1,3 %. Частка іспаномовних становила 0,8 % від усіх жителів.
За віковим діапазоном населення розподілялося таким чином: 23,6 % — особи молодші 18 років, 61,4 % — особи у віці 18—64 років, 15,0 % — особи у віці 65 років та старші. Медіана віку мешканця становила 42,0 року. На 100 осіб жіночої статі у селищі припадало 86,4 чоловіків;  на 100 жінок у віці від 18 років та старших — 88,5 чоловіків також старших 18 років.
Середній дохід на одне домашнє господарство  становив 49 147 доларів США (медіана — 35 288), а середній дохід на одну сім'ю — 62 910 доларів (медіана — 50 375). Медіана доходів становила 37 083 долари для чоловіків та 36 250 доларів для жінок. За межею бідності перебувало 17,8 % осіб, у тому числі 6,6 % дітей у віці до 18 років та 12,5 % осіб у віці 65 років та старших.
Цивільне працевлаштоване населення становило 248 осіб. Основні галузі зайнятості: освіта, охорона здоров'я та соціальна допомога — 29,0 %, мистецтво, розваги та відпочинок — 12,5 %, виробництво — 11,7 %.